# Vaujours
Vaujours [vóžúr] je francouzské město v severovýchodní části metropolitní oblasti Paříže, v departementu Seine-Saint-Denis, Île-de-France, asi 10 km jižně od letiště Charlese de Gaulla. .

## Geografie
Sousední obce: Villepinte, Sevran, Livry-Gargan, Coubron, Courtry, Villeparisis a Tremblay-en-France.

## Historie
Obec se zmiňuje už v 9. století, dnešní název je patrně odvozen z latinského Vallis jocosa, Údolí radosti. Král Jindřich IV. si zde postavil lovecký zámeček.
- Zámek Vaujours je z konce 18. století a od roku 1844 slouží jako Fénélonovo zahradnické lyceum.
- Kostel svatého Mikuláše z konce 18. století na místě starší středověké stavby, z niž se zachovala pouze věž.
- V bývalé pevnosti z 19. století je výstava střeliva.

### Galerie

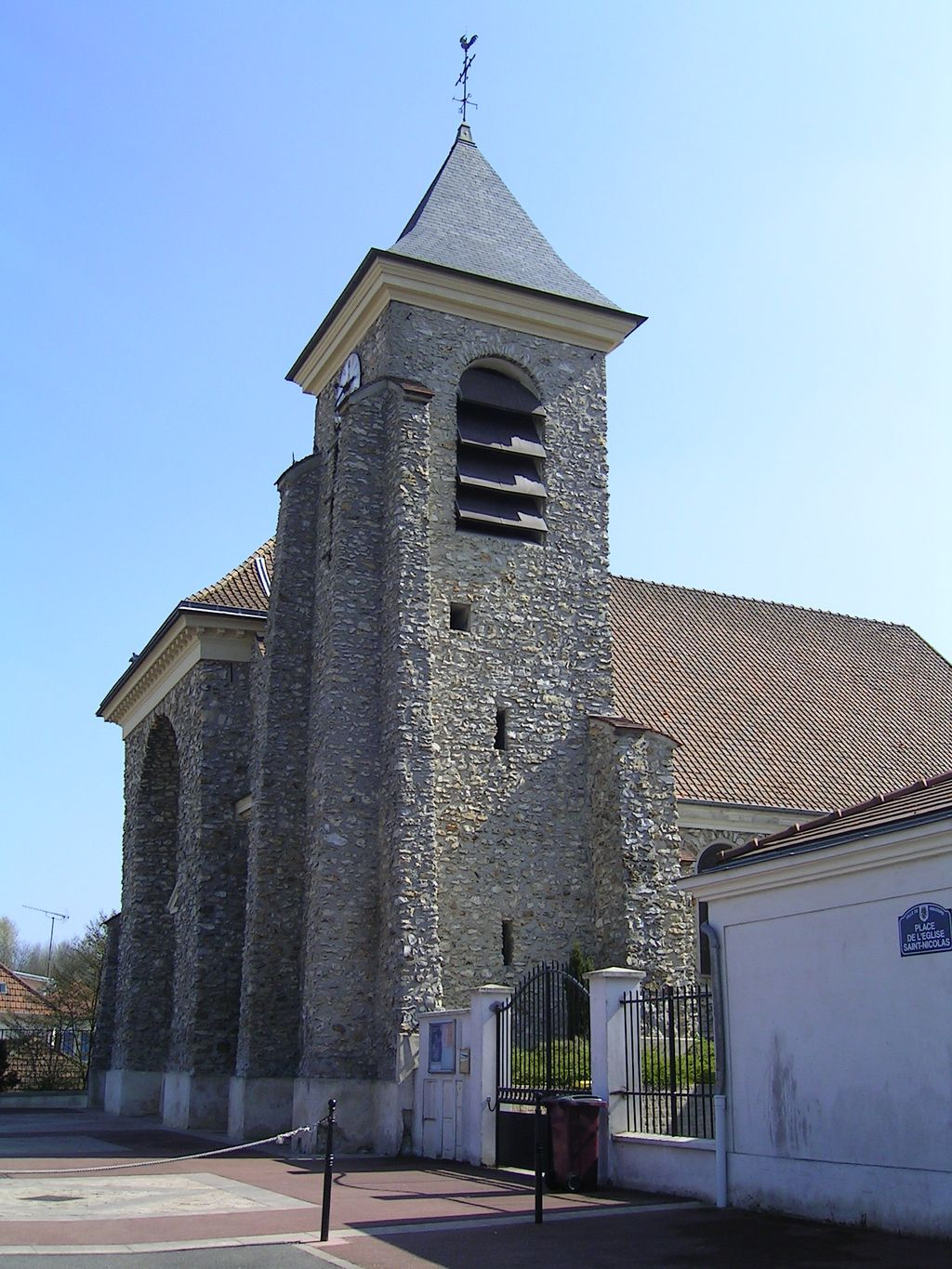
Kostel sv. Mikuláše
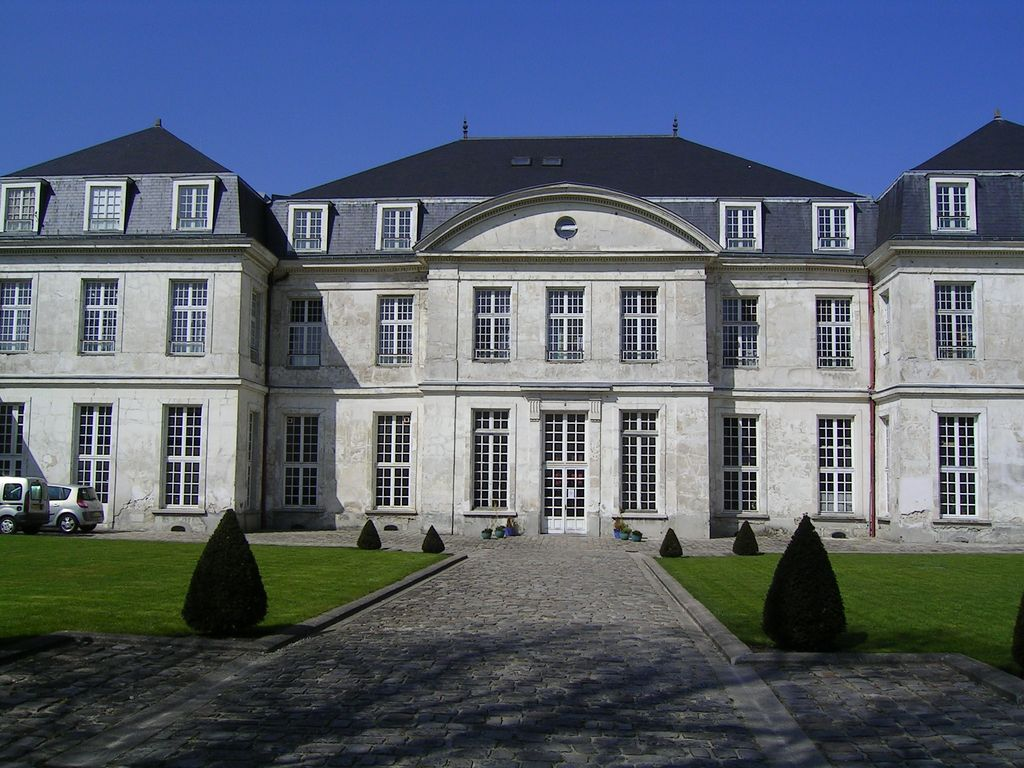
Zámek - Fénélonovo gymnázium

## Vývoj počtu obyvatel
Počet obyvatel

## Slavní obyvatelé města
- Louise de La Vallière, milenka Ludvíka XIV.
- Henri Coutet, herec

## Partnerská města
- Court-Saint-Étienne, Belgie
- Tamworth, Spojené království